# Neobisium crassifemoratum
Neobisium crassifemoratum – gatunek zaleszczotka z rodziny Neobisiidae. Zamieszkuje zachodnią część Palearktyki, od środkowo-zachodniej części Europy po Zakaukazie.

## Taksonomia
Gatunek ten opisany został po raz pierwszy w 1928 roku przez Maxa Beiera pod nazwą Obisium crassifemoratum. Jako miejsce typowe wskazano Masyw Retezat w Rumunii. W 1932 roku gatunek przeniesiony został przez Beiera do podrodzaju nominatywnego rodzaju Neobisium. W 1984 roku Božidar P. M. Ćurčić opisał z Zurnabadu Neobisium concolor, jednak nazwę tę zsynonimizowali z N. crassifemoratum Wolfgang Schawaller i Selwin Daszdamirow w 1992 roku.

## Morfologia
Zaleszczotek ten ma niepodzielone tergity i sternity oraz wszystkie cztery pary odnóży krocznych pozbawione kolców na biodrach oraz zwieńczone dwuczłonowymi, podzielonymi na metatarsus i telotarsus stopami. Na prosomie (głowotułowiu) występują dwie pary oczu zaopatrzonych w soczewki. Szczękoczułki zwieńczone są szczypcami; ich palec ruchomy ma kilka ząbków i nie występuje na nim rozgałęziona galea; szczecinka galealna osadzona jest przedśrodkowo. Szczękoczułki zaopatrzone są w rallum, którego pierwsze dwie lub trzy blaszki są na przedzie drobno ząbkowane. Nogogłaszczki zaopatrzone są w szczypce, na których palcach znajdują się ujścia gruczołów jadowych; palec ruchomy i nieruchomy są podobnej długości. Palec nieruchomy nogogłaszczków ma równych długości ząbki oraz osiem trichobotrii, z których trichobotrium ist osadzone jest zaśrodkowo, bliżej trichobotrium it niż trichobotrium ib; odległość między trichobotriami ist i ib jest mniejsza niż dwukrotność odległości między trichobotrium ist a szczytem palca. Ruchomy palec nogogłaszczków ma cztery trichobotria. Udo nogogłaszczków jest przysadziste, z wyraźną szypułką; jego długość wynosi od 0,52 do 0,75 mm i jest nie większa niż 3,3-krotność jego szerokości. Rzepka nogogłaszczków jest zmodyfikowana i nie zachowuje tulipanowatego kształtu. Opistosoma (odwłok) ma na błonach pleuralnych ziarnistą rzeźbę.

## Ekologia i występowanie
Pajęczak ten należy do fauny epigeicznej. Bytuje w ściółce i pod kamieniami. Spotykany jest m.in. w buczynach
Gatunek zachodniopalearktyczny; znany jest z Niemiec, Polski, Czech, Słowacji, Węgier, Ukrainy, Rumunii, Bułgarii, Serbii, Macedonii Północnej, Grecji, Turcji, Gruzji i Azerbejdżanu. W Polsce podawany jest z Bieszczadów i Roztocza.